# Дренов Кланац
Дренов Кланац је насељено мјесто у Лици. Припада граду Оточцу, Личко-сењска жупанија, Република Хрватска.

## Географија
Дренов Кланац је удаљен око 12 км сјеверно од Оточца.

## Становништво
Према попису из 1991. године, насеље Дренов Кланац је имало 205 становника, међу којима је било 155 Срба, 47 Хрвата, 1 Југословен и 2 осталих. Према попису становништва из 2001. године, Дренов Кланац је имао 36 становника. Дренов Кланац је према попису становништва из 2011. године, имао 40 становника.
| Националност       | 1991. | 1981. | 1971. | 1961. |
| Срби               | 155   | 172   | 257   | 289   |
| Хрвати             | 47    | 72    | 83    | 102   |
| Југословени        | 1     | 16    | 4     | 9     |
| остали и непознато | 2     | 3     |       | 4     |
| Укупно             | 205   | 263   | 344   | 404   |

| Демографија | Демографија | Демографија |
| Година      | Становника  | Становника  |
| ----------- | ----------- | ----------- |
| 1961.       | 404         |             |
| 1971.       | 344         |             |
| 1981.       | 263         |             |
| 1991.       | 205         |             |
| 2001.       | 36          |             |
| 2011.       |             | 40          |

## Попис 1991.
На попису становништва 1991. године, насељено место Дренов Кланац је имало 205 становника, следећег националног састава:
| Попис 1991.‍  | Попис 1991.‍  | Попис 1991.‍ | Попис 1991.‍ | Попис 1991.‍ |
| ------------ | ------------ | ----------- | ----------- | ----------- |
|              |              |             |             |             |
| Срби         | Срби         |             | 155         | 75,60%      |
| Хрвати       | Хрвати       |             | 47          | 22,92%      |
| Југословени  | Југословени  |             | 1           | 0,48%       |
| Муслимани    | Муслимани    |             | 1           | 0,48%       |
| неопредељени | неопредељени |             | 1           | 0,48%       |
| укупно: 205  |              |             |             |             |